# آشاغی توله‌کران
آشاغی توله‌کران (به ترکی آذربایجانی: Aşağı Tüləkəran) یک منطقه مسکونی در جمهوری آذربایجان است که در شهرستان قوبا واقع شده است. آشاغی توله‌کران ۵۵۸ نفر جمعیت دارد.